# Bahnhof Igersheim
Der Bahnhof Igersheim und heutige Haltepunkt Igersheim ist eine Betriebsstelle der Bahnstrecke Crailsheim–Königshofen. Er liegt in Igersheim im Main-Tauber-Kreis in Baden-Württemberg.

## Geschichte
Im Jahre 1869 wurde das Empfangsgebäude erbaut. Am 23. Oktober 1869 nahmen die Königlich Württembergischen Staats-Eisenbahnen den Bahnhof mit dem Streckenabschnitt Crailsheim–Mergentheim in Betrieb. Beim Haltepunkt Igersheim gab es früher einen Schrankenwärter. 2019 wurde der Haltepunkt umfassend modernisiert und barrierefrei ausgebaut.

## Denkmalschutz
Das ehemalige Empfangsgebäude in der Bahnhofstraße steht als sonstiges Denkmal unter Denkmalschutz und ist Teil der Sachgesamtheit Bahnstrecke Bad Mergentheim–Crailsheim: Württembergische Taubertalbahn mit Bahnhöfen, Nebengebäuden, Brücken, Gleisanlagen und sämtlichem stationärem und beweglichem Zubehör.

## Galerie

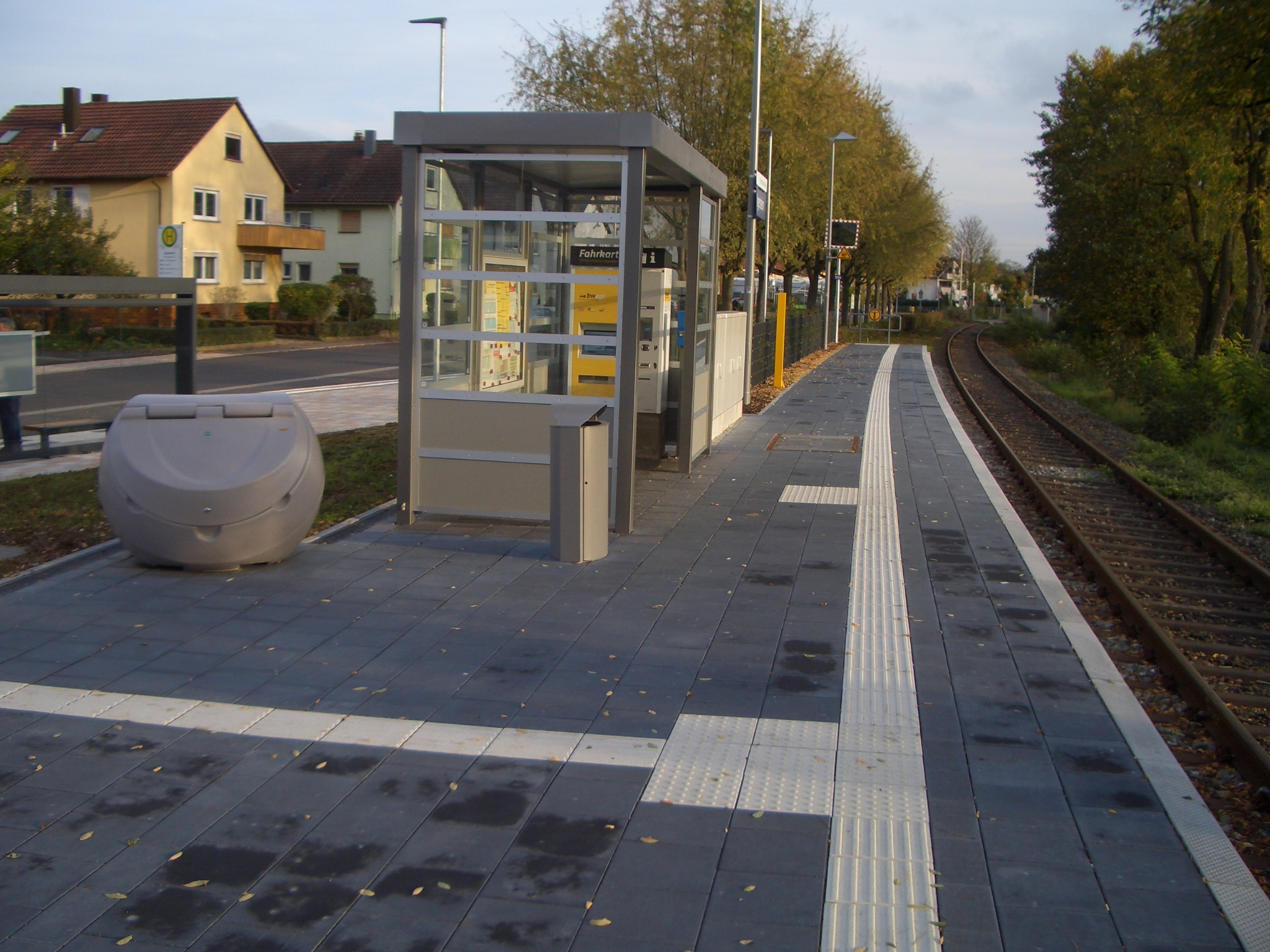
Bahnsteig mit Unterstand (2019)
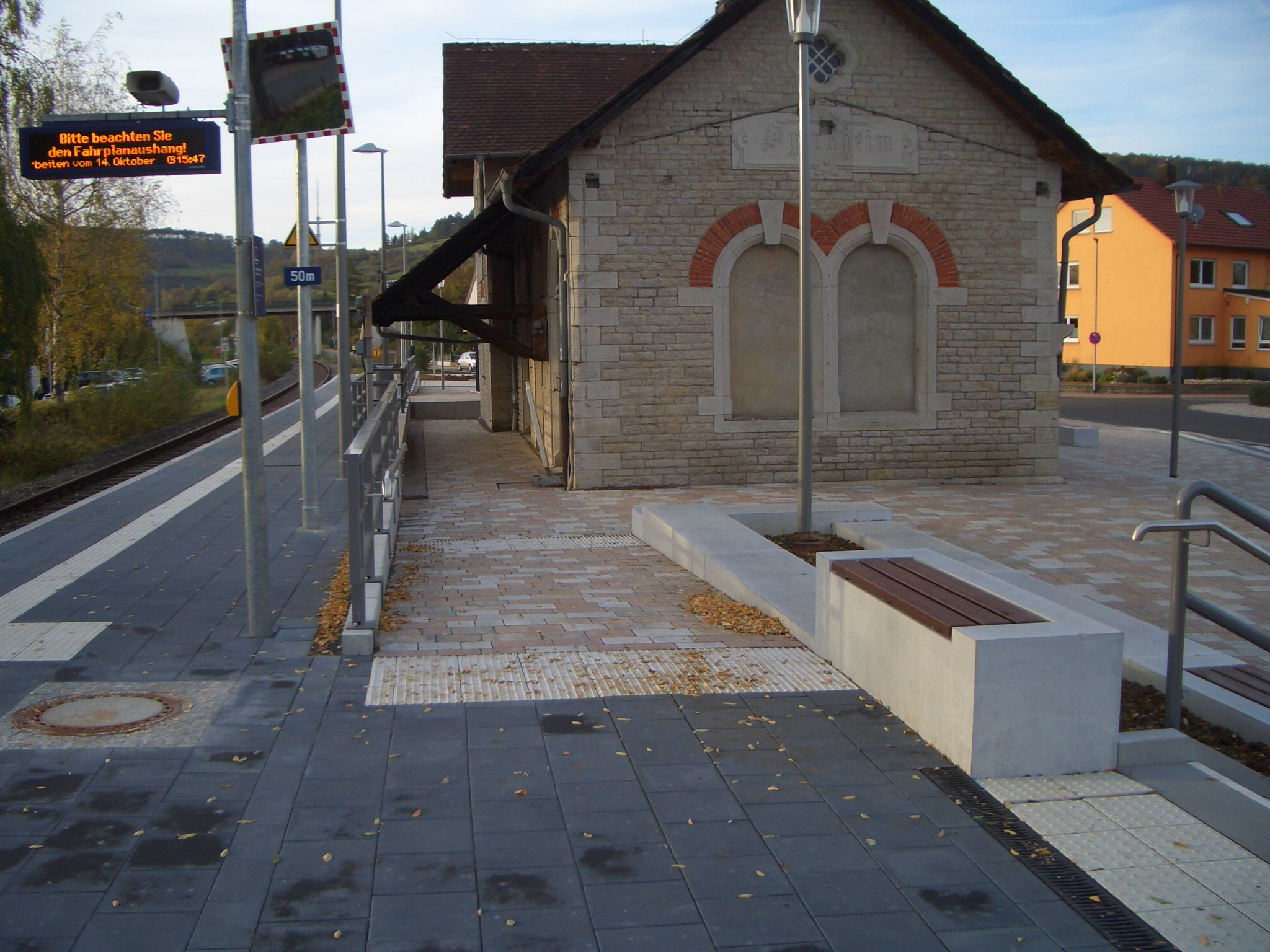
Zugang zum Bahnsteig barrierefrei und mit Treppe (2019)
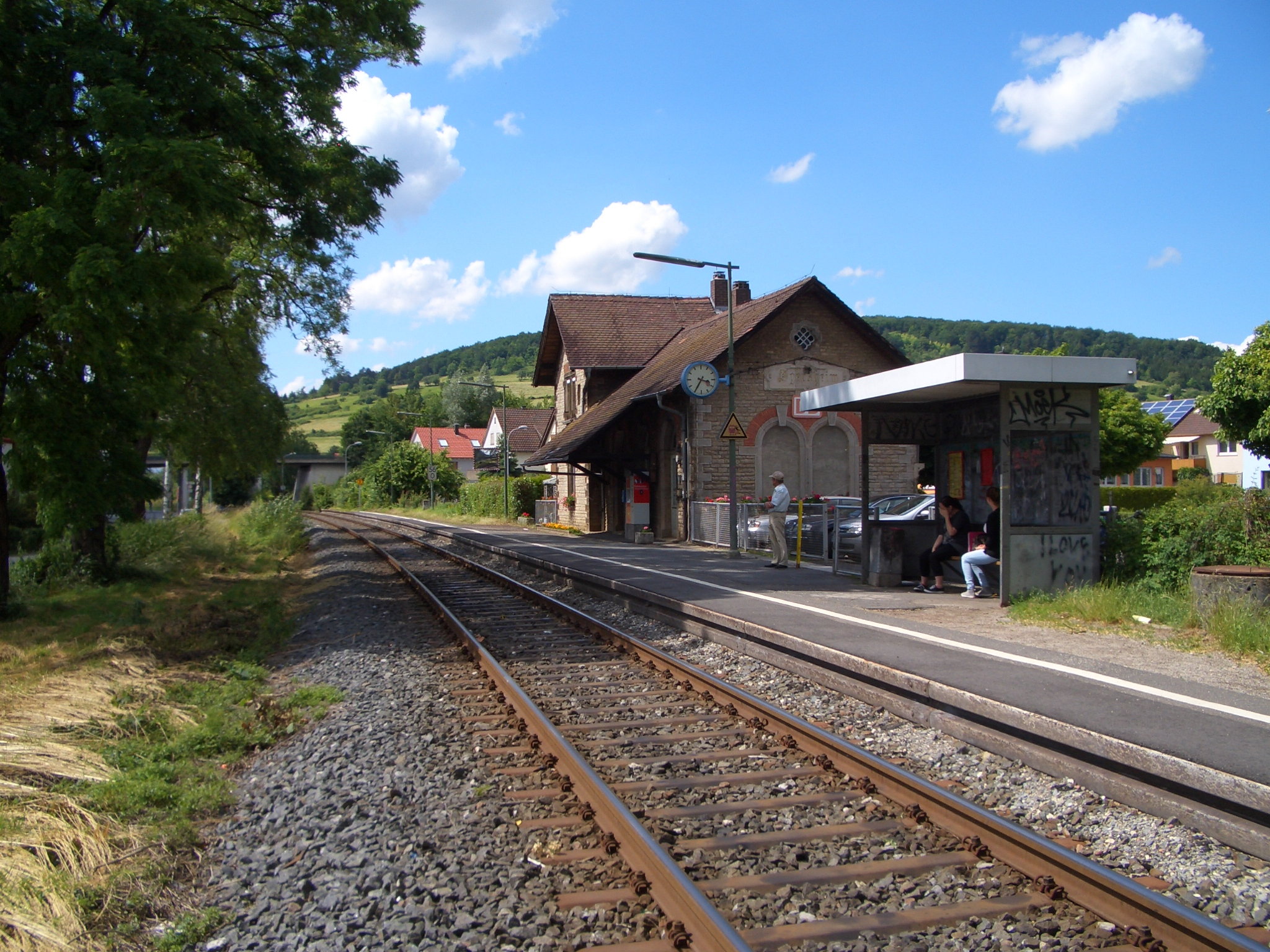
Haltepunkt vor der Modernisierung (2013)